# Al-Abbas ibn Abd al-Muttalib
Pour les articles homonymes, voir Abbas.
‘Abbas ibn ‘Abd al-Muttalib (v. 568 – v. 652 ou 653) (arabe: ٱلْعَبَّاس بَن عَبْد ٱلْمُطَّلِب) est le plus jeune oncle du prophète de l'islam, Mahomet, son père était Abd al-Muttalib.
Il est, de par son sang, un descendant des Hachémites et de surcroît l'ancêtre des Abbassides, dont le califat a été fondé par un de ses descendants, Abû al-`Abbâs. Il est d'abord opposé à son neveu, puis devient un de ses plus zélés partisans, et meurt vers 652 très respecté des musulmans. Son fils Abdullah ibn Abbas reçut le surnom de Rabbhani, c'est-à-dire « docteur des docteurs », et mourut en 687.
Sa postérité, comme celles de ses frères, se trouve partout dans le monde musulman. Ils sont appelés "Ashrafs" ou encore "Sayyids", en vertu de leur parenté Hachémite.